# Suacris
Suacris is een geslacht van rechtvleugeligen uit de familie veldsprinkhanen (Acrididae). De wetenschappelijke naam van dit geslacht is voor het eerst geldig gepubliceerd in 2002 door Yin, Zhang & Li.

## Soorten
Het geslacht Suacris  is monotypisch en omvat slechts de volgende soort:
- Suacris siyangensis (Yin, Zhang & Li, 2002)